# 로크 (호수)

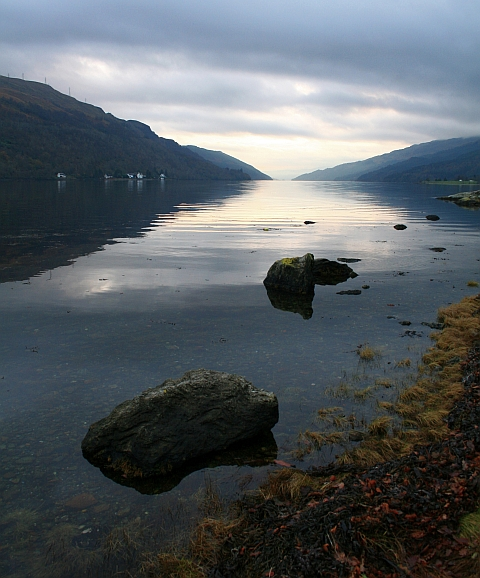
로크를 내려다보면 전경

로크(Loch)는 호수를 지칭하거나 바다·호수에서 육지로 들어가는 좁은 물줄기를 지칭하는 아일랜드어, 스코틀랜드 게일어이다. 맨어의 "lough", 콘월어의 "llwch"와 어원이 같다.
영어나 아일랜드 영어에서는 영어화된 단어인 lough이 지명에 흔히 쓰이나, 발음은 "Loch"와 같다. 스코틀랜드 영어에서는 언제나 "Loch"로 쓰인다.

## 같이 보기
- 네스호
- 로몬드호